# Cryptopimpla pulloris
Cryptopimpla pulloris là một loài tò vò trong họ Ichneumonidae.